# Xinyi Ye
Xinyi Ye (Madrid, 2001) es una actriz española de ascendencia china, conocida por su papel como Claudia en Chinas, película de Arantxa Echevarría.

## Primeros años
Xinyi Ye nació y creció en Madrid, hija de padres chinos dueños de un bazar. Durante su infancia y adolescencia, sufrió diversos conflictos sociales y culturales, debido a su condición como hija de migrantes chinos. A la edad de 18 años, se independizó y abandonó la casa de sus padres.

## Carrera
Xinyi Ye interpretó su primer papel en Chinas, película española de 2023, dirigida por Arantxa Echevarría. Fue elegida a través de un proceso de casting abierto. En la película interpreta a Claudia, una joven adolescente hija de inmigrantes chinos que se ve obligada a cuidar de su hermana y colaborar en el bazar de sus padres. Aquello ocurre mientras intenta encajar en la vida de sus compañeros de clase españoles.
Tras su primera experiencia como actriz comenzó a estudiar interpretación, pero se vio obligada a dejar de lado sus estudios para poder seguir trabajando.
En 2024 fue nominada al premio a mejor actriz revelación en la trigésimo octava edición de los Premios Goya. Su compañera de reparto, Yeju Ji, que interpreta a su madre en la película, también fue nominada en la misma categoría.

## Filmografía
- Chinas (2023)
- Cicatriz (2024)

## Premios y nominaciones
- Medalla CEC a Mejor Actriz Revelación — Ganadora (2023)

- Premio de la Unión de Actores y Actrices a Mejor Actriz Revelación — Ganadora (2023)[8]

- Premio Goya a la Mejor Actriz Revelación — Nominada (2023)